# Louise Michel
Clémence-Louise Michel, cunoscută sub numele de Louise Michel ( n. 29 mai 1830, Vroncourt, Champagne-Ardenne, Franța – d. 9 ianuarie 1905, Marsilia, Franța), alias " Enjolras ", Fecioara Roșie, cum a numit-o Paul Verlaine, a fost o institutoare, activistă anarhistă, franc masonă, cu idei feministe și una dintre figurile importante ale Comunei din Paris. Prima care a arborat steagul negru și pe care l-a popularizat în mișcarea libertară.
Adeptă a blanquiștilor, în 1871, participă activ la evenimentele Comunei din Paris, în prima linie. Capturată în luna mai, ea este deportată în Noua Caledonie, unde se convertește la anarhism. 
Louise Michel s-a întors în Franța în anul 1880 și, foarte populară, își înmulțește demonstrațiile și întâlnirile în favoarea proletarilor. Rămâne supravegheată de poliție și este închisă în mai multe rânduri, dar și-a continuat activismul politic în toată Franța, până la moartea sa, la vârsta de 74 de ani.
Clémence-Louise Michel rămâne și astăzi o figură semnificativă de revoluționară și anarhistă.

### Deportarea
La bordul vasului Virginia, în luna august, anul 1873, pentru a fi deportată în Noua Caledonie, Louise Michel ajunge pe insulă, după o călătorie de patru luni, pe data de 8 decembrie. La bord, a făcut cunoștință cu Henri Rochefort, un celebru polemist, și Nathalie Lemel, anarhistă. Michel va rămâne șapte ani în Noua Caledonie, refuzând să beneficieze de un regim diferit de al bărbaților.

### Louise Michel și feminismul
Pionieră a feminismului, ea scrie în Memorii: "Problema femeilor este, mai ales la ora actuală, inseparabilă de problemele omenirii. ", "Femeile, mai ales, sunt vite umane călcate în picioare și vândute," înainte de a lansa : "Locul nostru între oameni nu trebuie să fie cerșit, ci luat. "
Fiică naturală, de paternitate incertă, a unei slujitoare și a unui membru al micii nobilimi, se cunosc puține despre viața privată a Louisei Michel, numită de către Verlaine (sau de către Clovis Hugues), Fecioara Roșie. Sunt de menționat apropierea de Victor Hugo, dragostea sa (platonică?) cu Théophile Ferré, camaraderiile de sex feminin cu Paule Minck și Nathalie Lemel, și, mai ales, o relație pe termen lung cu Charlotte Vauvelle, pe care ea a numit-o „tovarășa mea de 15 ani încoace,” spre sfârșitul vieții sale. La înmormântarea ei, Séverine, libertariană și feministă este cea care pronunță elogiul funebru.
| “ | În limbajul nostru de azi, am imagina cu ușurință o relație lesbiană, dar Louise Michel a fost de multe ori criticată pentru comportamentul său, mai degrabă calificat ca puritan. | ” |

Pozițiile sale față de relațiile dintre bărbați și femei sunt binecunoscute : "Dacă egalitatea între cele două sexe ar fi recunoscută, ar fi o mare breșă făcută prostiei umane. Dar până atunci, femeia rămâne , cum zicea bătrânul Molière, supa bărbatului.
Despre prostituție, cuvintele ei sunt lipsite de ambiguitate: "există între proprietarii de case de prostituție schimburi de femei, cum există schimb de cai sau de boi între fermieri; aceste turme, aceste vite umane sunt cele care aduc cel mai mare profit. [...] Dacă marii comercianți ai piețelor de femei care călătoresc prin Europa pentru tranzacții, ar fi fiecare la capătul unei frânghii, nu eu aș fi cel care s-o taie. [...] Vreți să îmi spuneți că nu există piețe în care sunt vândute în stradă, pe trotuare, frumoasele fiice ale poporului, în timp ce fetele bogate sunt vândute pentru zestrea lor? Pe prima o ia cine vrea; cealaltă este dată cui vrea; prostituția este aceeași [...] un Sclav este proletarul, sclavă între toți este femeia proletarului."

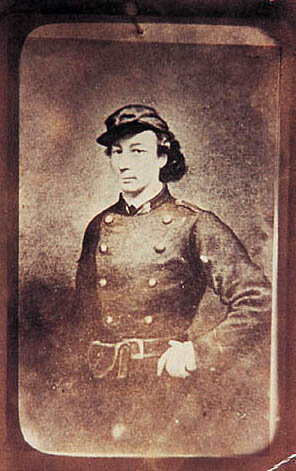
Louise Michel, în uniformă de federat.
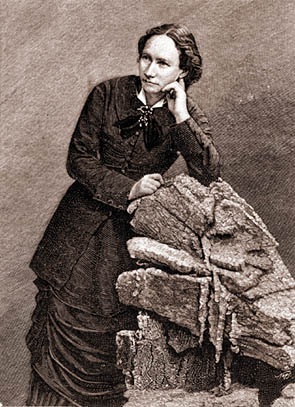
Louise Michel întâmpinată în Franța, la coborârea din tren.
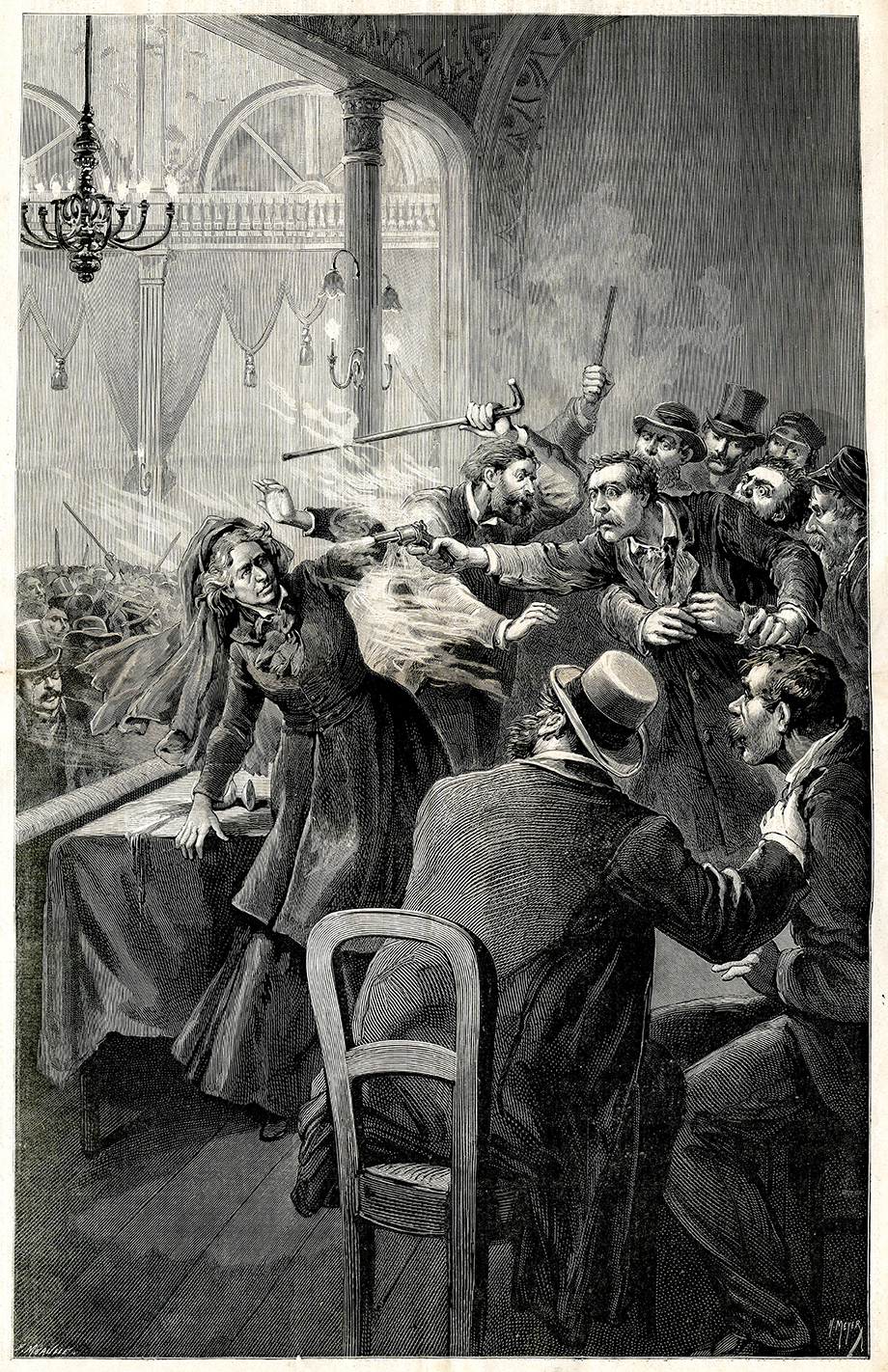
Poster pentru Mizeria, 1880.
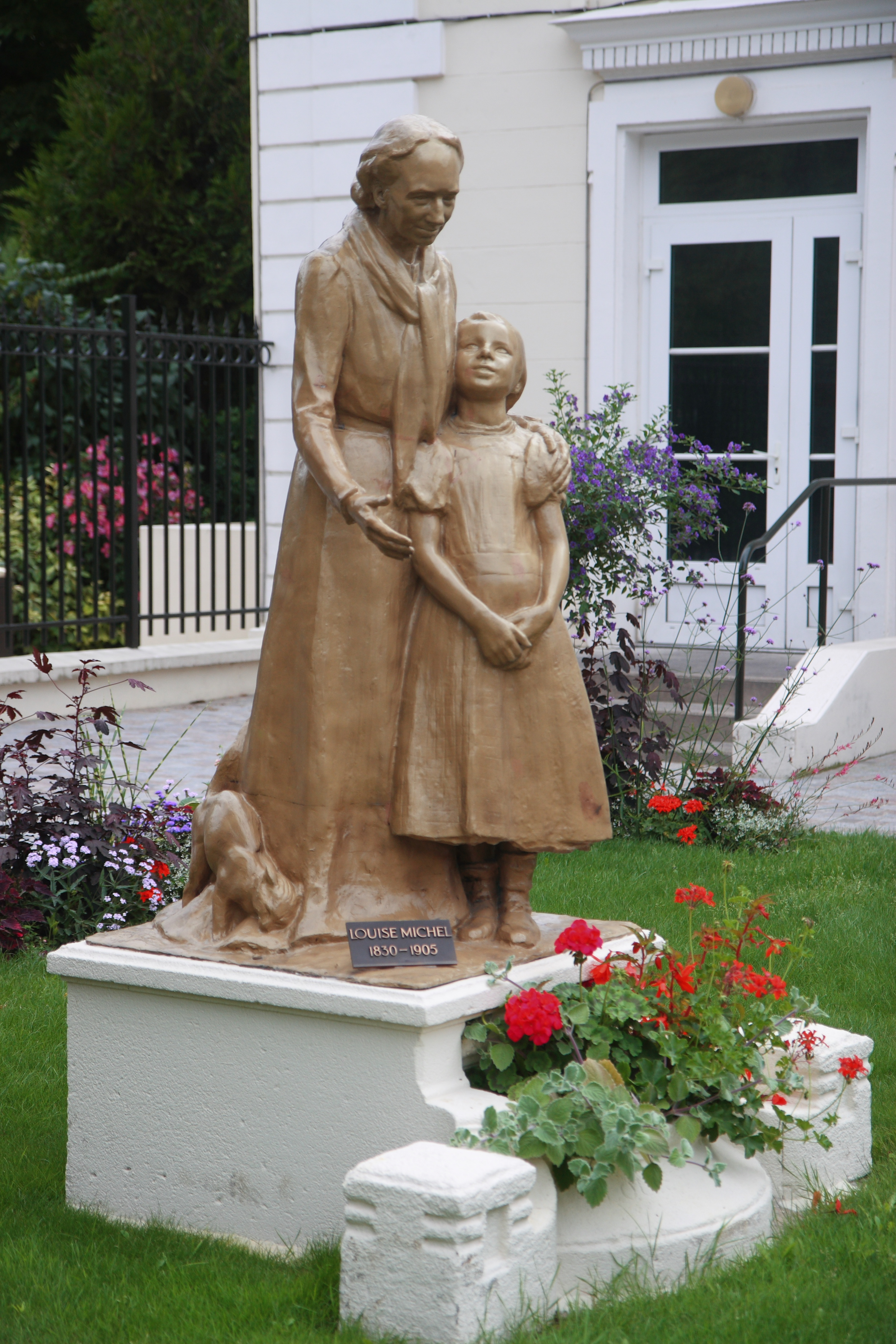
Statuia lui Louise Michel (Émile Derré, 1906), în Levallois-Perret.
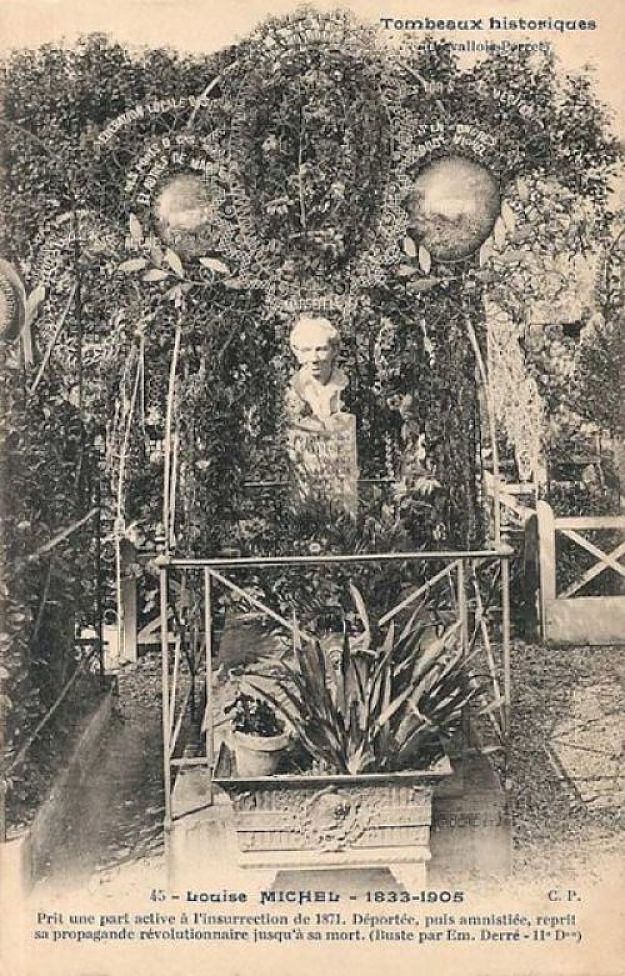
Mormântul Louisei Michel, în cimitirul din Levallois-Perret, în 1905 (sculptură Émile Derré).
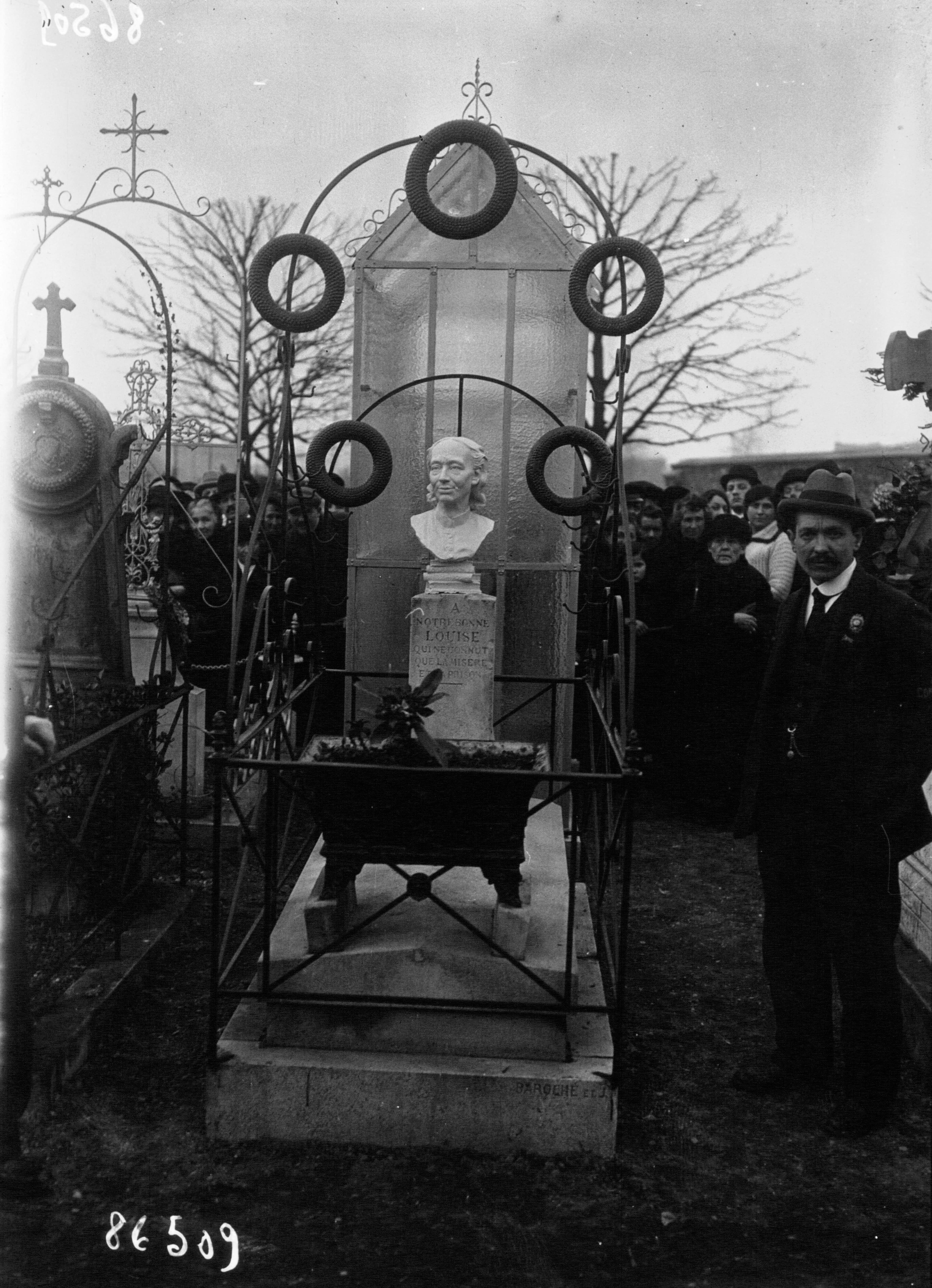
Comemorare la cimitirul din Levallois-Perret, 1921.
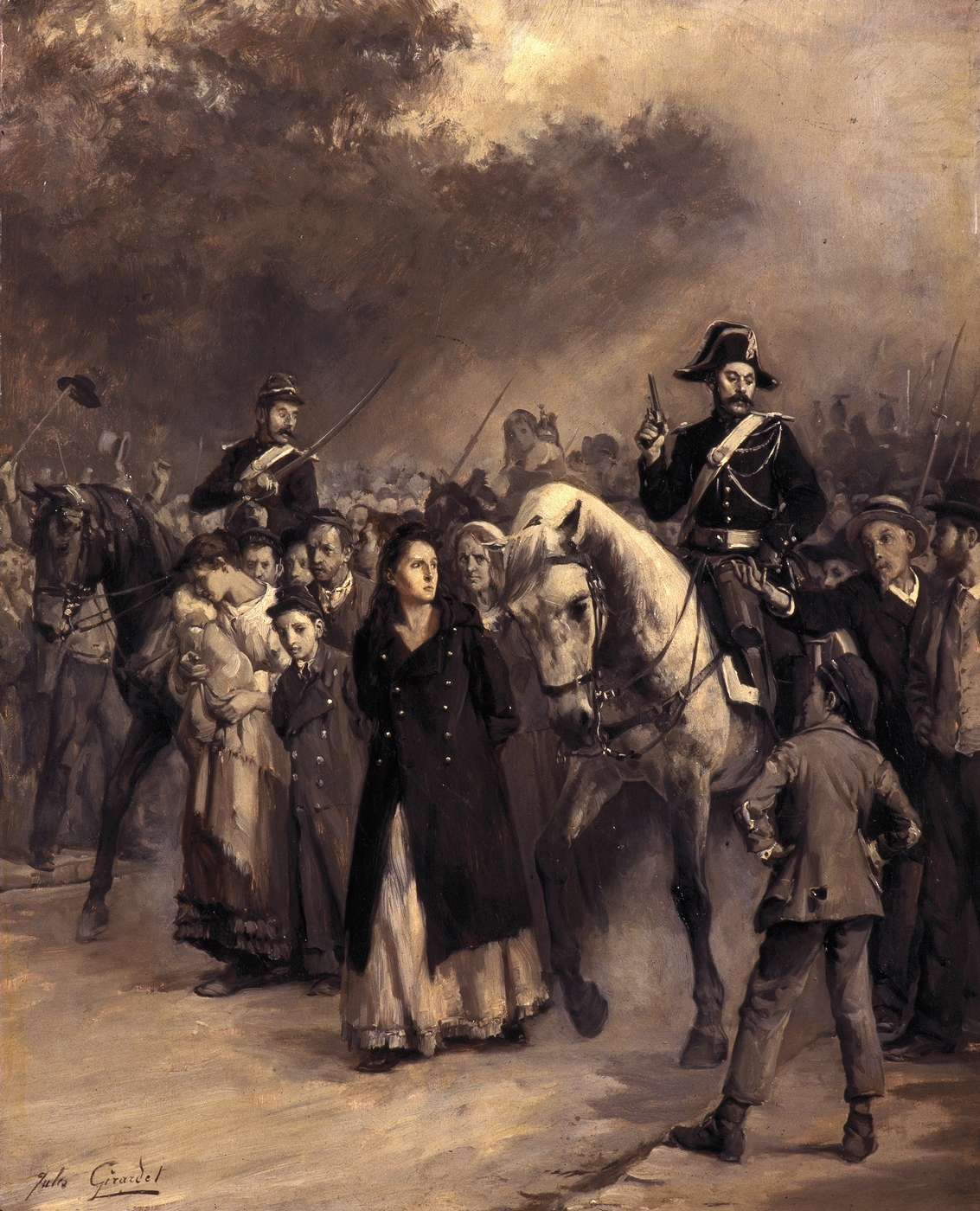
Arestarea Louisei Michel, Girardet, 1871.
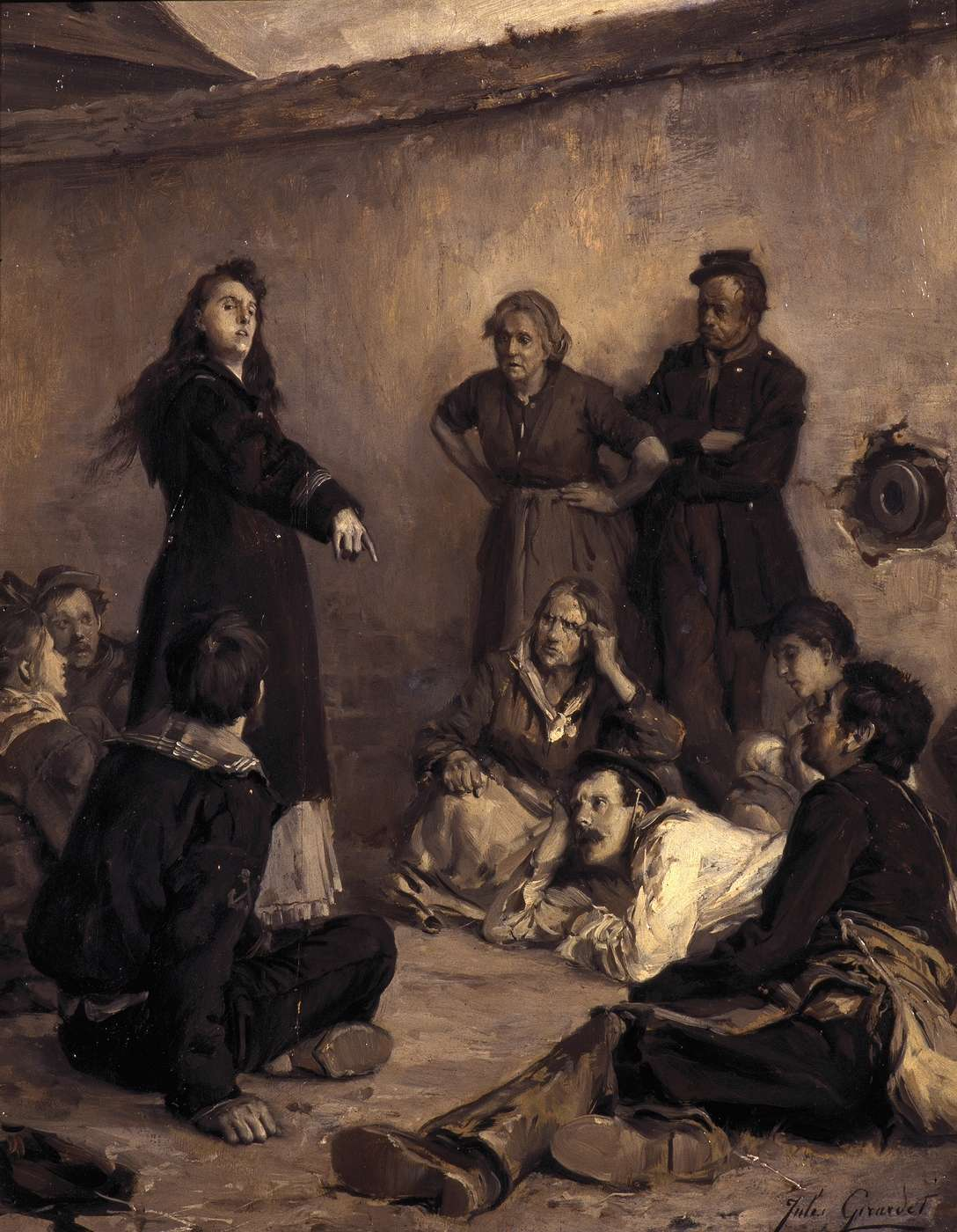
Louise Michel la Satory, Girardet, 1871.
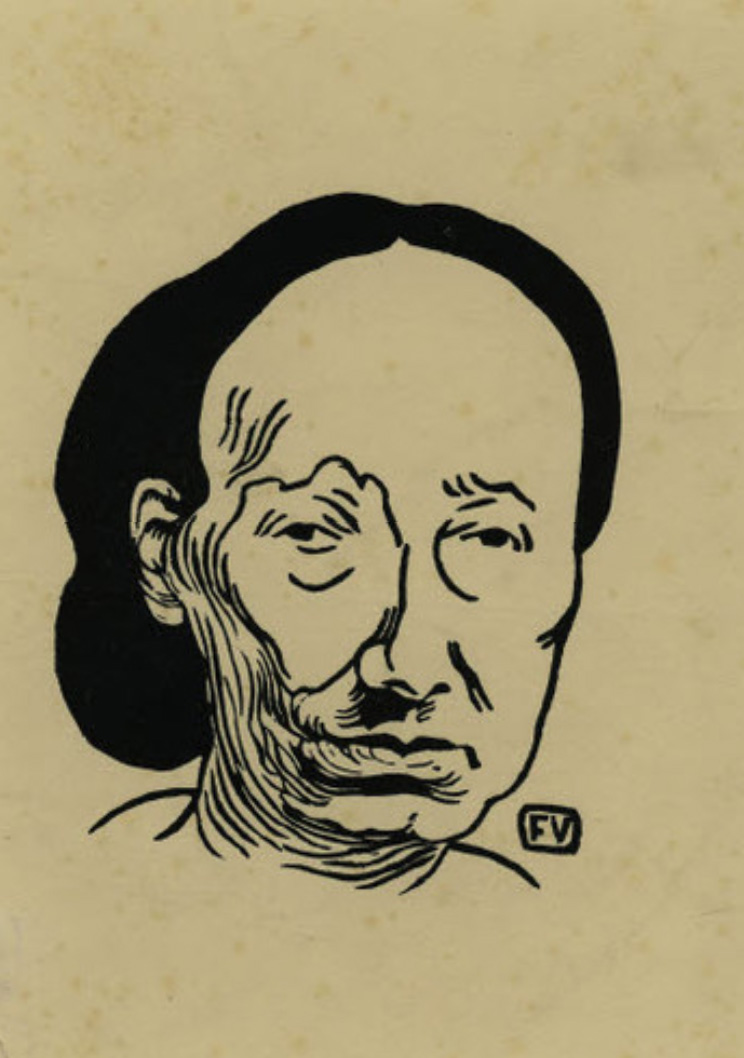
Litografie de Félix Vallotton, 1894.

## Lucrări
- Lueurs dans l’ombre. Plus d’idiots, plus de fous. L’âme intelligente. L’idée libre. L’esprit lucide de la terre à Dieu…, Paris, 1861Lueurs dans l’ombre. Plus d’idiots, plus de fous. L’âme intelligente. L’idée libre. L’esprit lucide de la terre à Dieu…, Paris, 1861
- Le Livre du jour de l’an : historiettes, contes et légendes pour les enfants, Paris, 1872
- Légendes et chansons de gestes canaques, Nouméa, 1875
- Louise Michel devant le 6e conseil de guerre : son arrestation par elle-même, dans une lettre au citoyen Paysant, Paris, 1880
- Le Gars Yvon, légende bretonne, Paris, 1882
- Nadine, drame joué aux Bouffes du Nord le 29 avril 1882
- Les Méprisés, grand roman de mœurs parisiennes, Paris, 1882
- La Misère, Paris, 1882
- Ligue internationale des femmes révolutionnaires, Appel à une réunion, Paris, 1882
- Manifeste et proclamation de Louise Michel aux citoyennes de Paris, Paris, 1883
- Le Bâtard impérial, Paris, 1883
- Défense de Louise Michel, Bordeaux, 1883
- La Fille du peuple, Paris, 1883
- Contes et légendes, Paris, 1884
- Légendes et chants de gestes canaques, 1885
- Les Microbes humains, Paris, 1886
- Mémoires tome I, Paris, 1886
- L’Ère nouvelle, pensée dernière, souvenirs de Calédonie (chant des captifs), Paris, 1887
- Les Crimes de l’époque, Paris, 1888
- Lectures encyclopédiques par cycles attractifs, Paris, 1888
- Le Coq rouge, drame joué aux Batignolles le 19 mai 1888
- Le Monde nouveau, Paris, 1888
- Le Claque-dents, Paris, 1890
- Prise de possession, Saint-Denis, 1890
- À travers la vie, poésies, Paris, 1894
- La Commune, Histoire et souvenirs, Paris, 1898
- Le Rêve (dans un ouvrage de Constant Martin), Paris, 1898

### Publicații postume
- Înainte de Comună vol. I, prefață de Laurent Tailhade, Alfortville, Librărie, internaționalist, 1905,
- Scrisori de la Victor Hugo citit de Anouk Grinberg, cd, Frémeaux, 2008
- Cartea închisorii, precedată de Lumină în umbră, mai stupide, mai nebun , și cartea lui Hermann, text stabilit și prezentat de Véronique Fau-Vincenti, Presses Universitaires de Lyon, 2001, 200 pages ISBN: 2-7297-0662-3
- Scrisori de la Auberive, cu o prefață și note Xaviere Gauthier, Abația de la Auberive - Ou sălbatice, 2005
- Legende, cântece și gesturi de kanak (1875), urmat de Legende și cântece de gesturi canaques (1885), și de Civilizație, text stabilit și prezentat de către François Bogliolo, Presses Universitaires de Lyon, 2006, 238 pages ISBN: 2-7297-0746-8
- La Misère, un roman de Louise Michel și Marguerite Tinayre, text prezentat de Xavière Gauthier, și Daniel Armogathe, Presses Universitaires de Lyon, 2006, 1203 pages ISBN: 2-7297-0777-8
- Amintiri și aventuri din viața mea, publicat în serial în 1905.
- Amintiri și aventuri din viața mea : Louise Michel, în Noua Caledonie, care a fost republicată într-o carte de Editura Maïade în 2010, text stabilit și adnotat de Josiane Garnotel, ISBN: 2916512101, 351 p. Prix Panazol.
- Povești și legende, Editura Noir et rouge, col. Libertăți ale copiilor, 69 p., 2015.
- Prin moarte - Amintiri, nepublicate, 1886-1890, ediție stabilită și prezentată de către Claude Rétat,  2015, 360 p.

### In memoriam
Promoția 1984 de la École Nationale d'Administration poartă numele ei.

### În cultura populară

#### Muzică, cântec, teatru
- Lupoaica neagră de Giancarlo Ciarapica, piesă de teatru care a avut premiera la festival de la Avignon 2008, cu Pauline Latournerie, publicat de Christophe Chomant editor.
- Grupul rock francez, Louise Attaque, își ia numele de la personaj.